# Інститут країн СНД
Інститут країн СНД (рос. Институт стран СНГ) — російська недержавна організація, основною ціллю якої є визначення та підтримка російських інтересів на території колишнього СРСР. Є впливовим ідеологічним центром формування російської державної політики по відношенню до т. зв. «близького зарубіжжя». Окрім декларованої дослідницької роботи, інститут займається, зокрема підтримкою російськомовних громадян, російської мови, російських та проросійських громад в інших країнах СНД.
Інститут було засновано в квітні 1996 р. Серед засновників були: Уряд міста Москви, Російська академія наук, Міністерство закордонних справ РФ, Московський державний університет. Засновником та головою інституту є депутат Державної думи Росії Костянтин Затулін. Хоча організація декларована, як недержавна та незалежна, вона має добрі стосунки та користується підтримкою Уряду міста Москви, Державної думи Росії, Урядової комісії зі справ співвітчизників РФ.
Інститут також має філії у Білорусі, Киргизстані, Вірменії та Україні — в Криму та в Києві. Діяльність інституту в Україні піддавалася критиці: голова інституту, Затулін неодноразово проголошувався персоною нон ґрата та висилався з України; Служба безпеки України звинуватила цю організацію в антиукраїнській діяльності, дестабілізації внутрішнього життя країни, у підтримці сепаратизму та запереченні Голодомору. СБУ також звернулася до суду з вимогою припинити діяльність інституту в Україні.